# Philippe Koudjina
Philippe Koudjina, né le 26 mai 1940 à Cotonou, au Bénin, et mort le 29 mai 2014 à Niamey, au Niger, est un photographe togolais, ayant fait toute sa carrière au Niger.

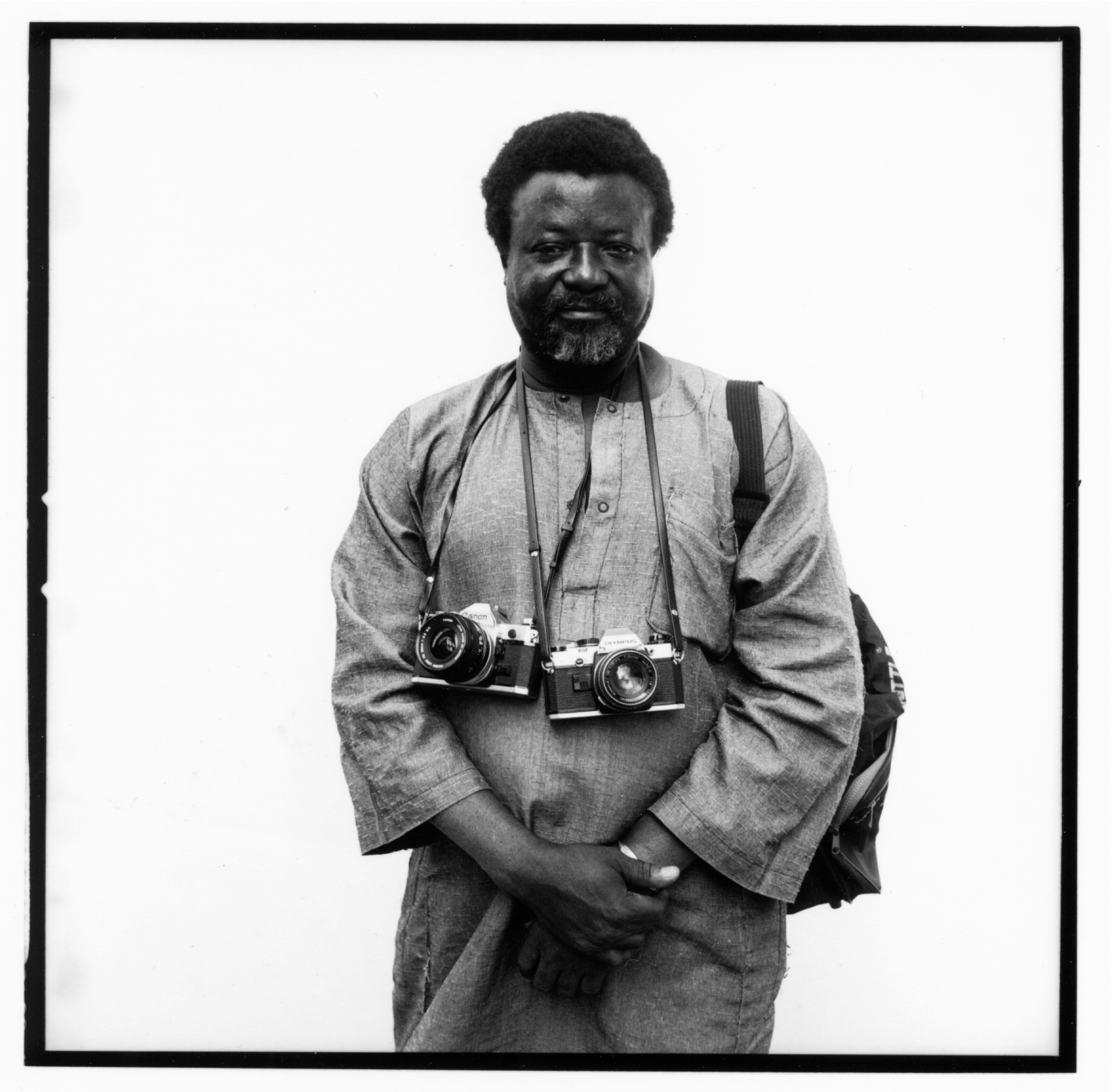
Portrait of photographer Philippe Koudjina taken in Niamey (Niger) in 1995 by Didier Frappier

## Biographie
Philippe Koudjina, aussi appelé Philippe Koudjina Ayi, naît à Cotonou le 26 mai 1940. Adolescent, il interrompt ses études au Dahomey (futur Bénin) où vit sa mère, pour rejoindre son père à Aného au Togo. Ce dernier veut lui assurer un avenir et l’inscrit à différentes formations en topographie et sténodactylographie. Mais sa voie est déjà tracée : il sera photographe. Et, déterminé, Koudjina s’initie à la photographie en fréquentant le studio en bas de chez lui.
En 1959, il quitte le Togo pour rejoindre l’une de ses grandes-sœurs au Niger. D’abord embauché comme aide-géomètre sur un chantier, il travaille par la suite comme secrétaire à la Société commerciale de l’Ouest africain (SCOA) et dans un commerce privé de Niamey. La nuit, équipé d'un appareil 6x6 avec flash, il fréquente les lieux animés de la capitale, en quête de clients à photographier.

### Une carrière fulgurante
Dès 1962, il est « lancé » dans la photographie, après avoir décroché son premier gros contrat au bar de l’Ermitage à Niamey, la veille du 1er mai. Quelques mois plus tard, il réalise un autre gros « coup » au mess des officiers, lors du réveillon de la Saint-Sylvestre. Cette année-là, Philippe pose fièrement avec son premier Rolleiflex.
En 1963, il ouvre son premier studio, « Photo Souvenir », en face de la Mission Catholique de Niamey. Entrepreneur et polyglotte, il diversifie son offre et devient populaire dans tout Niamey. Entre 1963 et 1974, il acquiert beaucoup de matériel, gère jusqu’à quatre studios dans la capitale où il place des jeunes qu’il a formés.
Les dix années qui suivent (1963-1973) sont les plus prolifiques de sa carrière et vont contribuer à sa renommée. Durant cette période d'euphorie traversée par la vague yé-yé, Koudjina gagne en popularité et couvre toutes sortes de cérémonies, officielles ou non. Il photographie également les stars internationales de passage à Niamey, comme Tabu Ley Rochereau, Johnny Hallyday (1968), ou Pier Paolo Pasolini accompagné de Maria Callas (1969).
Le 1er août 1968, le quotidien national Le Temps du Niger le désigne comme « l’homme du jour ». En 1969, il ouvre même un studio au Grand Hôtel à Niamey. Il est aussi photographe du premier Président de la République du Niger, Hamani Diori, et le suit dans ses déplacements au Niger. Reconnu par ses pairs, il est élu Secrétaire général du Syndicat des photographes et le reste jusqu'en 1974.Avec le « boom » de l’uranium, Niamey se modernise et voit sa population s’accroître rapidement. La photographie commerciale connaît alors un essor formidable.
À partir de 1979, l’économie nigérienne se fragilise, le cours de l’uranium chute et la crise touche tous les secteurs. Puis, dans les années 1990, pour résister à la concurrence grandissante des laboratoires couleur, Philippe Koudjina doit fermer son dernier studio et vendre une grande partie de son matériel. Il s’adapte aux goûts de sa clientèle et ne travaille plus qu’au 24x36 et en couleur. Un bar de nuit, La Cloche, devient son terrain d’action favori et le restera jusqu’à la fin.

### Reconnaissance internationale
À partir du milieu des années 1990, dans la foulée des premières Rencontres africaines de la photographie à Bamako, l'engouement pour la photographie commerciale africaine des années 1950-70 (essentiellement du portrait de studio) est grandissant dans le monde de l'art international. En 1998, une sélection de clichés de Philippe Koudjina sur le Niamey nocturne des années 1960-70 est présentée par Revue noire à la Maison européenne de la photographie à Paris, dans le cadre de l’exposition L’Afrique par elle-même qui accompagne la sortie de l’Anthologie de la photographie africaine.
Fin 2001, une première rétrospective réalisée à partir du fonds Revue noire est organisée aux Rencontres africaines de la photographie à Bamako. C’est également en 2001 que l'association franco-nigérienne Contrechamps qui soutient les médias au Niger entreprend de valoriser les archives de Koudjina. Jusqu’en 2010, Contrechamps organisera plusieurs expositions, pour assurer la promotion du photographe.
Parallèlement à cette reconnaissance internationale grandissante, à la fin des années 1990, un accident de la route laisse Philippe Koudjina handicapé et le plonge, lui et sa famille, dans une grande précarité. Un film documentaire, Photo Souvenir, retrace les difficultés du photographe en quête de succès.
Philippe Koudjina meurt le 29 mai 2014 à Niamey à l’âge de 74 ans,. Sa mémoire est honorée à travers une exposition de jeunes photographes nigériens, Koudjina en héritages, qui se tient au Centre culturel franco-nigérien (CCFN Jean-Rouch) à Niamey en 2015, sous la houlette du photographe français Philippe Guionie.
En 2020, une grande rétrospective intitulée Photo Souvenir est présentée conjointement au Musée national Boubou-Hama et au CCFN Jean-Rouch. Cette exposition d'envergure réunit pour la première fois quelque 150 photographies de Koudjina issues des fonds Revue noire et Koudjina/Loïc Quentin.

## Expositions

### Expositions individuelles
- 2020 : "Photo Souvenir", rétrospective, Musée national Boubou-Hama, CCFN-Jean Rouch, Niamey
- 2009 : "Philippe Koudjina", Office National du Film, Montréal
- 2001 : Rétrospective aux Rencontres africaines de la photographie, Bamako

### Expositions collectives
- 2025: "What a wonderful world", Goethe Institut Burkina Faso, Ouagadougou
- 2024: ""Hot Flux: Modern and Contemporary Photography in Taiwan and Africa", Tainan Art Museum, Taiwan
- 2015 : "Koudjina en héritages", Institut Français, Rencontres africaines de la photographie, Bamako
- 2015 : "Koudjina en héritages", CCFN-Jean Rouch, Niamey
- 1998 : "L’Afrique par elle-même", exposition collective réalisée par Revue noire, MEP, Paris, puis en tournée dans le monde

## Publications
- En 2024 paraît aux Editions Thames and Hudson "The African Gaze - Photography, Cinema and Power" de l’Américaine Amy Sall, anthologie de la photographie et du cinéma dans laquelle figure plusieurs oeuvres de Philippe Koudjina dont « Trois femmes attablées », « Deux jeunes femmes » et « Les serveurs du Grand Hôtel ».

- En 2007 paraît une monographie sur Philippe Koudjina publiée avec le soutien de l'association Contrechamps, aux éditions Filigranes, dans la collection Afriphoto.

## Film documentaire
En 2006, Paul Cohen et Martijn van Haalen réalisent un film documentaire sur Philippe Koudjina, Photo Souvenir. Ce film qui retrace la complexe valorisation de l'œuvre du photographe dans le monde de l'art international, a été primé aux Pays-Bas. On peut visionner le film au lien suivant. En 2010, la chaîne de télévision Al Jazeera a diffusé le film et interviewé Paul Cohen dans l'émission Witness.